# Eutelia ocularis
Eutelia ocularis är en fjärilsart som beskrevs av Saalmüller 1891. Eutelia ocularis ingår i släktet Eutelia och familjen nattflyn. Inga underarter finns listade i Catalogue of Life.